# Ricky Walden
Ricky Walden (* 11. November 1982 in Chester) ist ein englischer Snookerspieler.

## Karriere
Über die Endwertung der Challenge Tour 2000/01 qualifizierte sich Walden 2001 erstmals für die Main Tour. Er galt als einer der talentiertesten Nachwuchsspieler und innerhalb kürzester Zeit kletterte er auch um rund 30 Weltranglistenplätze nach oben. Sein erstes herausragendes Ergebnis war der Einzug ins Viertelfinale der China Open 2005. Auch bei den nicht zur Snooker Main Tour zählenden Swiss Open konnte er 2005 sein Können unter Beweis stellen, als er ins Finale einzog und Ken Doherty mit 5:3 besiegte.
2008 gewann er mit dem Shanghai Masters sein erstes vollwertiges Ranglistenturnier. Er bezwang im Finale Ronnie O’Sullivan mit 10:8. Für diesen Erfolg bekam er eine Wildcard für das folgende Masters. Im Laufe der Saison 2010/11 schaffte er erstmals den Sprung in die Top 16. Doch schon kurz darauf fiel er aus diesem erlesenen Kreis wieder heraus.
Bei dem Minor-Ranglistenturnier der PTC-Serie Warsaw Classic 2011 unterlag er erst im Finale Neil Robertson. Beim 10. PTC-Event gelang ihm 2011 gegen Gareth Allen sein erstes Maximum Break – es war das 81. offizielle Maximum der Snookergeschichte. Beim Wuxi Classic 2012 gewann er sein zweites Ranglistenturnier, als er im Finale Stuart Bingham besiegte.
Bei der Snookerweltmeisterschaft 2013 zog Walden erstmals in seiner Karriere in das Halbfinale einer Weltmeisterschaft ein, das er mit 14:17 gegen Barry Hawkins verlor.
Im August 2013 gewann er die Bluebell Wood Open durch einen 4:3-Sieg im Endspiel über Marco Fu.
Im September 2014 erreichte er das Finale der 6-Red World Championship, unterlag dort aber Stephen Maguire mit 7:8. Anfang November 2014 gewann er die International Championship durch einen 10:7-Finalerfolg über Mark Allen. Bei den Indian Open 2015 erreichte er das Finale, musste sich aber mit 0:5 dem Waliser Michael White geschlagen geben. Danach stand er erstmals auf Platz 6 der Snookerweltrangliste.
Im Oktober 2015 erreichte er das Finale der Haining Open; er unterlag dort Ding Junhui mit 3:4, nachdem er bereits mit 3:1 geführt hatte. Beim Finalturnier der Players Tour Championship 2015/16 zog er ebenfalls ins Endspiel ein, in dem er mit 6:10 gegen Mark Allen verlor. Unmittelbar darauf erreichte er auch bei den China Open das Finale, verlor aber erneut: Er unterlag Judd Trump mit 4:10.

## Privates
Walden lebt in Flintshire in Wales.

## Erfolge

### Ranglistenturniere
- Shanghai Masters – 2008
- Wuxi Classic – 2012
- International Championship – 2014

### Minor-Ranglistenturniere
- Bluebell Wood Open – 2013

### Sonstige
- IBSF World Under-21 Championship – 2001
- Swiss Open – 2005
- 6-Red Snooker International – 2008
- General Cup International – 2009
- EASB Open Tour 2002/03 – Event 4